# Station Vitrolles Aéroport Marseille Provence
Vitrolles Aéroport Marseille Provence is een spoorwegstation in departement Bouches-du-Rhône nabij de plaats Vitrolles op ongeveer 22 km ten noordwesten van Marseille. Ongeveer een keer per uur gaat er een trein naar Marseille (via de tunnel de la Nerthe) en Avignon.
Er gaat op vertoon van een treinkaart een gratis shuttlebus van en naar de Luchthaven Marseille Provence, gelegen op 2 km afstand.
Het station is in 2008 aangelegd om het vliegveld beter te ontsluiten. Het alternatief voor de trein was (en is) de shuttlebus naar Marseille die drie keer per uur gaat (€8,50 enkele reis) en iets meer kost dan een enkele reis per trein naar Marseille (€4,90 euro).